# Большая Арзя
Большая Арзя — река в России, протекает по Лысьвенскому городскому округу Пермского края. Устье реки находится в 116 км по правому берегу реки Шаква, в 2 км к юго-западу от деревни Аитково. Длина реки составляет 10 км.

## Данные водного реестра
По данным государственного водного реестра России относится к Камскому бассейновому округу, водохозяйственный участок реки — Сылва от истока и до устья, речной подбассейн реки — Кама до Куйбышевского водохранилища (без бассейнов рек Белой и Вятки). Речной бассейн реки — Кама.
Код объекта в государственном водном реестре — 10010100812111100013064.